# Сафир (ракета)
Сафир е първата иранска ракета носител, способна да изведе изкуствен спътник в орбита. Първият успешен полет е извършен на 2 февруари 2009 г., с който ракетата извежда спътника Омид в орбита с апогей 258 km.
Според държавната телевизия на Иран, суборбитален тестов полет на ракетата с името Кавошгар-1 (на персийски: کاوشگر ۱, Изследовател-1), е извършен на 4 февруари 2008. Предполага се че на 25 февруари 2007 г. е извършен подобен полет. Първите полети са били оборудвани с инструменти за измерване на горната част на атмосферата. Ракетата изстрелян на 4 февруари 2008 г. е производна на Шахаб-3.
На 19 февруари 2009 г. Иран дава нова информация, според която първия суборбитален полет е имал две степени. Първата степен се отделя след 100 секунди от началото на полета и пада на Земята с помощта на парашут. Втората степен продължава пътя си до височина 200 km. Не се предполага достигане на орбитална скорост.

## Полети

### Кавошгар-1
Кавошгар-1 (Изследовател-1) е вероятно първият тестов полет на ракетата, проведен на 19 февруари 2008 година. Ракетата носи инструменти за изследване на горните слоеве на атмосферата. Изстреляната на 4 февруари 2008 година ракета е работила с течно гориво, може би производна на балистичната ракета Шахаб-3. Тя достигнала височина 200 – 250 км и върнала научни данни според Иранската новинарска агенция.
На 19 февруари 2008 година Иран предостави нова информация за ракетата, като оповести, че тя е двустепенна. Първата степен се отделила след 100 секунди и се приземила посредством парашут. Втората степен продължила, докато не достигнала височина 200 км. Все пак ракетата не била предназначена да достигне орбитална скорост.

### Омид
На 2 февруари 2009 година Иран изстреля първия си домашно построен сателит Омид на борда на ракетата Сафир. Сателитът е инжектиран в орбита с параметри 246х377 км при инклинация 55,5° и орбитален период 90,76 минути.

### Навид
Навид е наблюдателен спътник, разработен от Иранския научно-технически университет с маса от 50 кг и планиран операционен живот от 18 месеца. Изстрелян е на 3 февруари 2012 година в орбита с височина 375х250 км и инклинация 55°.

## Бъдещо развитие
Според експерти ракетата Сафир може да бъде надградена по няколко различни начина:
- Добавяне на допълнителни твърдогоривни бустери към първата степен;
- Втора степен, използваща двигателна система SAM-2;
- Твърдогоривна трета степен.